# セール・カールマーン広場駅
座標: 北緯47度30分25.19秒 東経19度01分29.44秒 / 北緯47.5069972度 東経19.0248444度
セール・カールマーン広場駅（セール・カールマーンひろばえき、洪：Széll Kálmán tér(セール・カールマン・テール)）とはハンガリー共和国ブダペスト県ブダペスト市に位置するブダペスト地下鉄2号線の駅である。2011年に名称が、モスクワ広場駅（洪：Moszkva tér(モスクヴァ・テール)）から現在のものに変更された。

## 駅構造
- 島式ホーム1面2線を有す地下駅。
- 深さ38.4m地点に存在する。

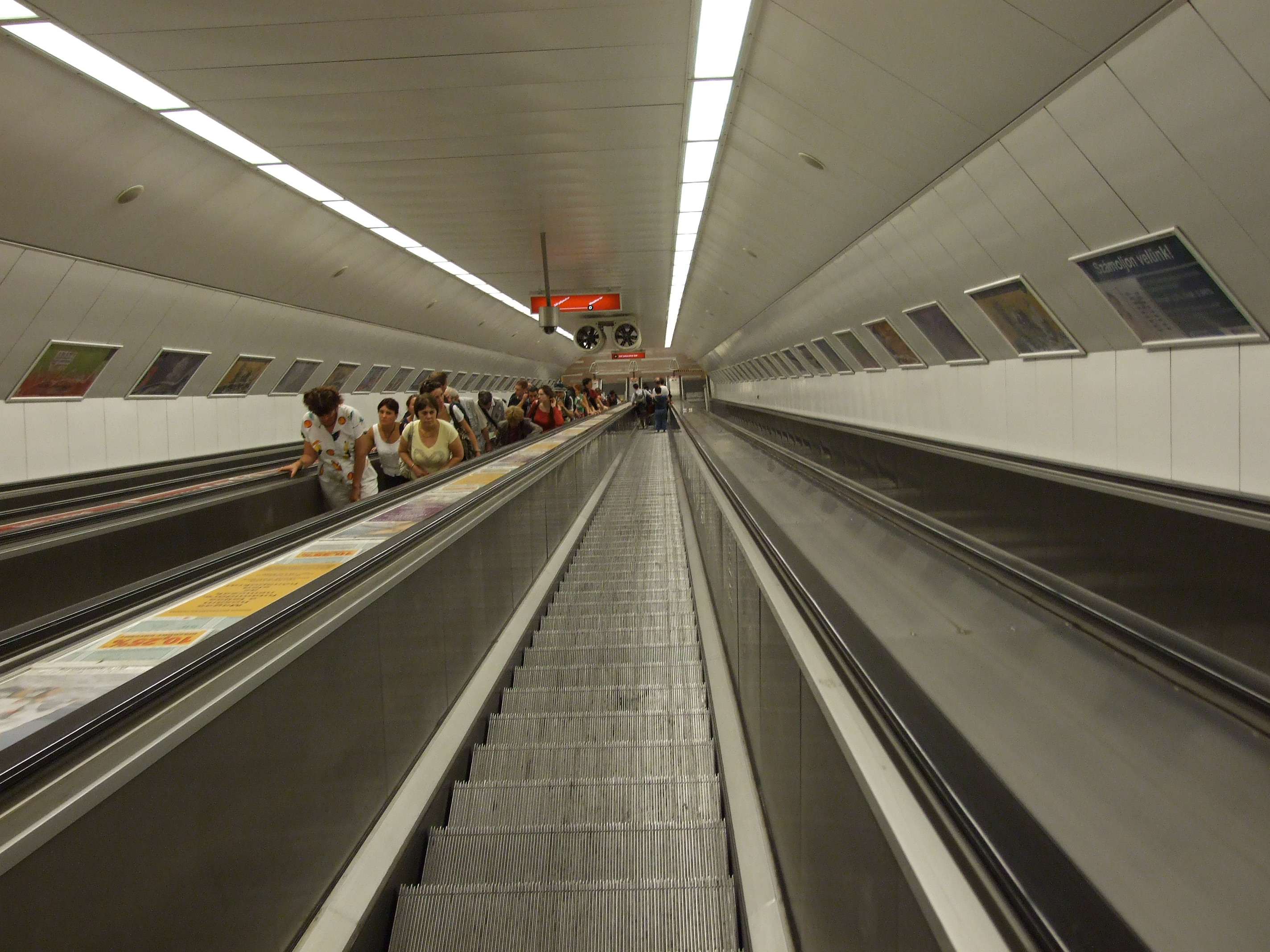
エスカレーター

## 駅周辺
- セール・カールマーン広場（モスクワ広場）

## 歴史
- 1972年12月22日 : モスクワ広場駅として開業。
- 2011年 : セール・カールマーン広場駅に改称。

## 隣の駅
ブダペスト地下鉄
■2号線
ブダペスト南駅 - セール・カールマーン広場駅 - バッチャーニ広場駅